# Ficus citrifolia
El higuerón (Ficus citrifolia) es una especie perennifolia del género de los higos, nativa de América.

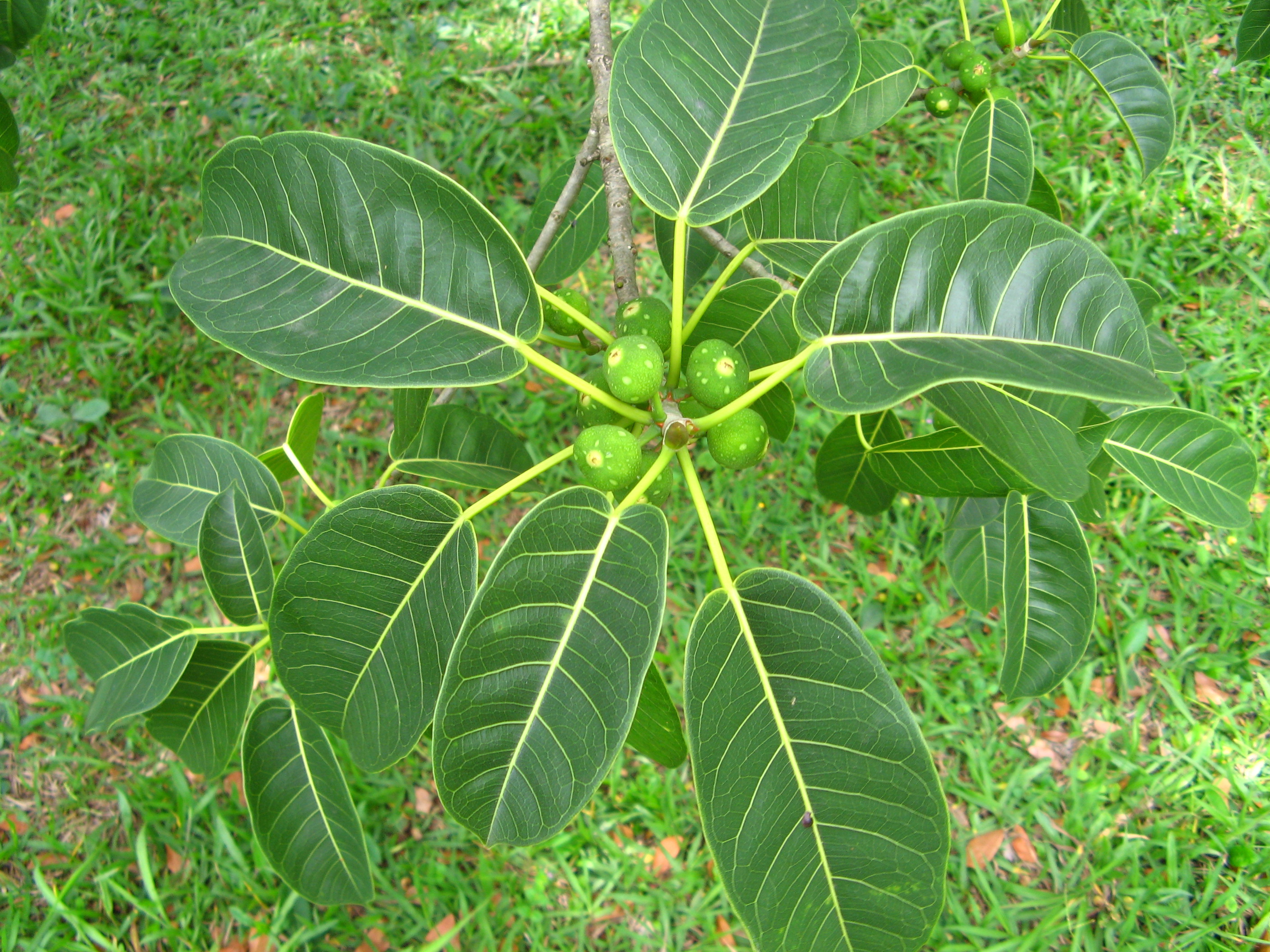
Hojas y semillas, São Paulo, Brasil

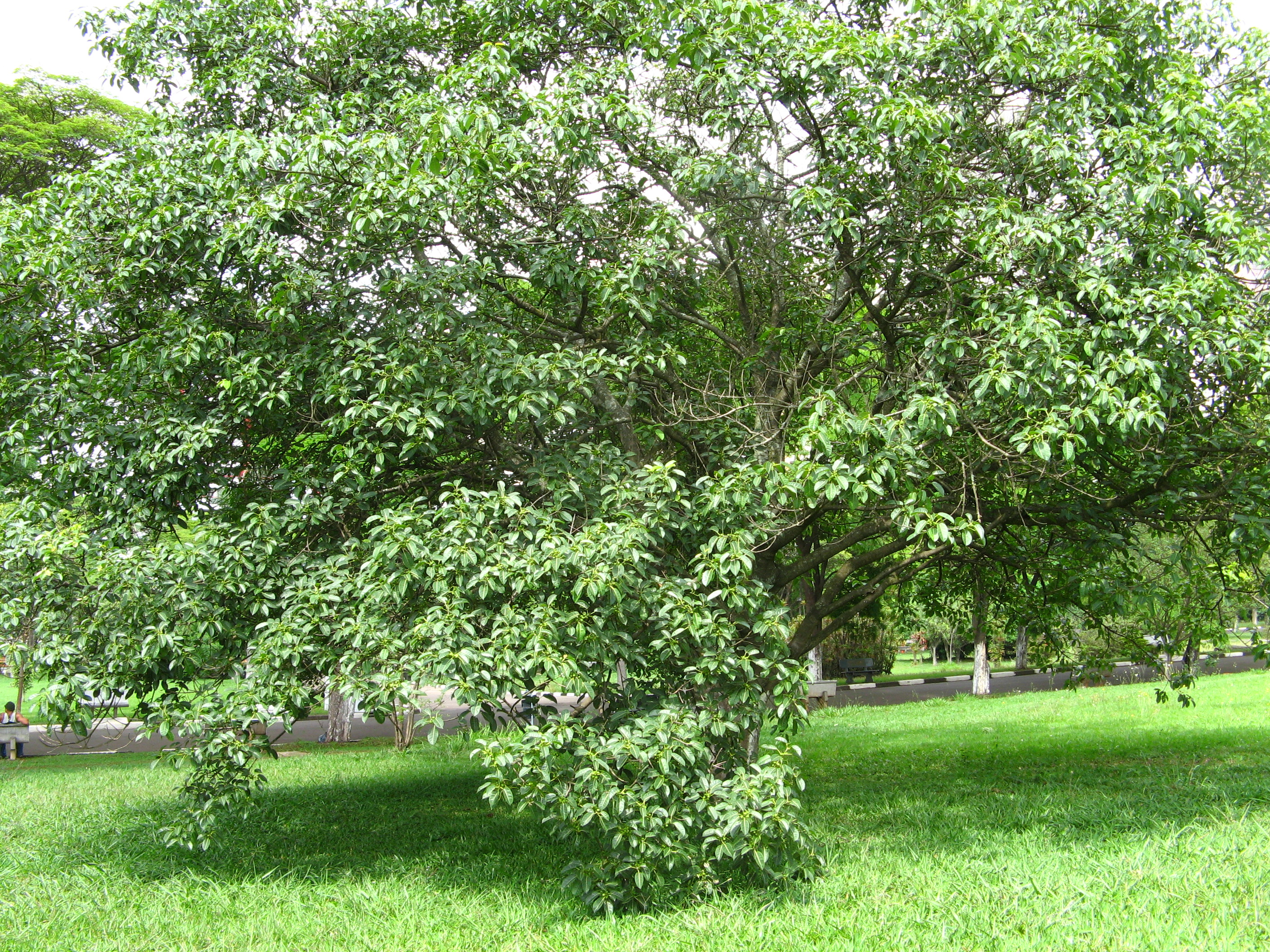
Detalle del follaje

## Descripción
Son árboles o arbustos, que alcanzan un tamaño de hasta 17 m de alto, iniciándose como epífitos pero tornándose árboles independientes; ramas jóvenes glabras, café-amarillentas a cafés, con una epidermis exfoliante roja. Hojas oblongas, de 12–22 cm de largo y 4.5–9 cm de ancho, acuminadas en el ápice, subcordadas, redondeadas a atenuadas en la base, glabras, lisas, rígidamente cartáceas y café obscuras cuando secas, con 8–13 pares de nervios secundarios, enlazados y formando un nervio colector submarginal, nervios terciarios distintos; pecíolos 2–8 cm de largo, glabros, estípulas 1–1.5 cm de largo, glabras. Higos 2 por nudo, globosos, 1–1.5 cm de diámetro, glabros, verdes, ostíolo ligeramente prominente y obscuro, pedúnculos 5–10 mm de largo, glabros, brácteas basales 2, de 2 mm de largo, glabras.

## Distribución y hábitat
Es una especie común, se encuentra en los bosques siempreverdes, de la zona atlántica; a una altitud de 0–800 metros, desde Estados Unidos (sur de Florida), México a Paraguay.

## Ecología
Los nuevos árboles comienzan su vida como una epífita, una estrategia que les permite evitar la competencia por la luz y la tierra. F. citrifolia comúnmente ataca palmeras, ciprés calvo, robles y otros árboles, estrangulándolos a medida que crece.
Ficus citrifolia se encuentra bajo una fuerte presión selectiva para florecer y dar fruto durante todo el año debido a su relación mutualista con su polinizador una avispa de los higos, familia Agaonidae, género Pegoscapus. Las avispas de los higos tienen una relación simbiótica con los higos tal que una especie determinado agaonida actúa como polinizador de una sola especie de higo, y una especie de higuera  es polinizada por una sola especie de avispa. F. citrifolia es polinizada por Pegoscapus assuetus. Después de la polinización, los higos maduran rápidamente. Las frutas que llevan están muy cargadas, un solo árbol puede producir hasta 1.000.000 de frutas con un diámetro de 1-2,5 cm. El fruto de F. citrifolia tiende a tener un efecto purgante en los sistemas digestivos de muchos animales; las frutas maduras se comen y las semillas se extienden ampliamente a través del excremento.
Los invertebrados dentro de F. citrifolia en el sur de la Florida incluye una avispa polinizadora, P. assuetus, hasta ocho o más especies de avispas no polinizadoras, un nematodo parásito de plantas transportado por el polinizador, un nematodo parásito que ataca la avispa polinizadora, ácaros, un mosquito, y un escarabajo depredador rove cuyos adultos y larvas se alimentan de avispas. Los nematodos: Schistonchus laevigatus (Aphelenchoididae) es un nematodo parásito de plantas asociado con el polinizador Pegoscapus assuetus y  F. citrifolia. Parasitodiplogaster laevigata es un parásito del polinizador Pegoscapus assuetus. Ácaros: perteneciente a la familia Tarsonemidae (Acarina) han sido reconocidos en los siconios de F. aurea y F. citrifolia , pero no han sido identificados, incluso a nivel de género, y su comportamiento no ha sido descrito. Los mosquitos: Ficiomyia perarticulata (Cecidomyiidae)  oviposita en las paredes de F. citrifolia , y las larvas en desarrollo inducen a la planta para formar agallas. Los escarabajos Rove: Charoxus spinifer es un escarabajo de  (Coleoptera: Staphylinidae) cuyos adultos entran en su etapa tardía en F. aurea y F. citrifolia. Los adultos comen avispas; las larvas se desarrollan dentro de la syconia y se alimentan de avispas, entonces pupas en el suelo.

## Las especies clave
Ficus citrifolia se considera una especie tropical clave. Los higos son un componente importante de la dieta de más especies de animales que cualquier otra fruta tropical perenne. Sus frutas alimentan durante todo el año a muchos primates, aves y otras especies, que se alimentan exclusivamente de higos durante las estaciones escasas en otras frutas. Además, el tronco nudoso, hueco como enrejado de este árbol, proporciona un hogar para miles de invertebrados, roedores, murciélagos, aves y reptiles.

## Historia
Una teoría es que el nombre portugués de F. citrifolia, "Os Barbados", dio a Barbados su nombre. Aparece en el escudo de armas de Barbados, y la exposición de una muestra de más de 100 años de edad, fue suficiente para llamar la atención.

## Taxonomía
Ficus citrifolia fue descrita por Philip Miller y publicado en The Gardeners Dictionary: . . . eighth edition no. 10. 1768.
Etimología
Ficus: nombre genérico que se deriva del nombre dado en latín al higo.
citrifolia: epíteto latino que significa "con las hojas de Citrus".
Sinonimia
- Caprificus gigantea (Kunth) Gasp.
- Ficus antimanensis Pittier
- Ficus botryapioides Kunth & C.D.Bouché
- Ficus brevifolia Nutt.
- Ficus caribaea Jacq.
- Ficus catesbaei Steud.
- Ficus eximia var. cubensis Miq.
- Ficus eximia f. paraguariensis Hassl.
- Ficus foveata Pittier
- Ficus foveolata Pittier ex Tamayo
- Ficus gentlei Lundell
- Ficus gigantea Kunth
- Ficus guanarensis Pittier
- Ficus guaranitica Chodat
- Ficus laevigata Vahl
- Ficus lentiginosa Vahl
- Ficus oblongata Link
- Ficus pedunculata Aiton
- Ficus populifolia Desf.
- Ficus populnea Willd.
- Ficus populoides Warb.
- Ficus portoricensis Urb.
- Ficus pyrifolia Desf.
- Ficus rectinervis Warb.
- Ficus rubrinervis Link
- Ficus sancti-crucis (Liebm.) Miq.
- Ficus syringifolia Kunth & C.D.Bouché
- Ficus thomaea Miq.
- Ficus turbinata Pittier
- Oluntos laevigata (Vahl) Raf.
- Urostigma botryapioides (Kunth & C.D. Bouché) Miq.
- Urostigma giganteum (Kunth) Miq.
- Urostigma laevigatum (Vahl) Miq.
- Urostigma lentiginosum (Vahl) Liebm.
- Urostigma pedunculatum (Aiton) Miq.
- Urostigma populneum (Willd.) Miq.
- Urostigma sancti-crucis Liebm.
- Urostigma syringifolium (Kunth & C.D.Bouché) Miq.[14]

## Nombres comunes
- higuerote, jagüey hembra, jagüey macho.[15]